# NGC 1361
NGC 1361 је елиптична галаксија у сазвежђу Еридан која се налази на NGC листи објеката дубоког неба.
Деклинација објекта је - 6° 15' 52" а ректасцензија 3h 34m 17,7s. Привидна величина (магнитуда) објекта NGC 1361 износи 13,9 а фотографска магнитуда 14,9. NGC 1361 је још познат и под ознакама MCG -1-10-5, NPM1G -06.0141, PGC 13218.